# Меннерс, Джон, 1-й герцог Ратленд
Джон Меннерс, 1-й герцог Ратленд и 9-й граф Ратленд (англ. John Manners, 1st Duke of Rutland and 9th Earl of Rutland; 29 мая 1638 — 10 января 1711) — британский аристократ и политик-виг. Его развод с первой женой вызвал много комментариев, отчасти потому, что считалось, что он имеет политические последствия.

## Биография
Он родился 29 мая 1638 года в Боутоне, графство Нортгемптоншир. Старший сын Джона Меннерса, 8-го графа Ратленда (1604—1679), и достопочтенной Фрэнсис Монтегю (1613—1671). Его бабушкой и дедушкой по материнской линии были сэр Эдвард Монтегю, 1-й барон Монтегю из Боутона (1562—1644), и его жена Элизабет Джеффрис. С 1641 по 1679 год он носил титул лорда Рооса.
У него было шесть сестер, и все они вышли замуж за дворян. Дороти стала графиней Шефтсбери, Грейс — виконтессой Чауорт, Маргарет — графиней Солсбери, Элизабет — графиней Англси, Анна — виконтессой Хоу, Фрэнсис — графиней Эксетер.
Он довольно пассивно служил членом парламента от Лестершира с 1661 по 1679 год. Политически он был вигом, но после 1689 года не посещал королевский двор, предпочитая жизнь сельского магната.
Лорд Роос сменил своего отца на посту лорда-лейтенанта Лестершира в 1677 году и оказался эффективным наместником короны. Его приглашение лорду Шерарду баллотироваться вместе с ним от Лестершира вместо кандидата от дворянства расстроило лестерширское дворянство, и Палата общин отклонила избрание лорда Рооса. 30 апреля 1679 года он был назначен бароном Меннерсом из Хэддона и отправлен вместо него в Палату лордов, но стал графом Ратлендом 29 сентября 1679 года после смерти своего отца. Он сохранил свое звание лорда-лейтенанта в 1681 году, несмотря на поддержку Билля об отводе, но был отстранен с должности Яковом II в 1687 году.
Во время событий, приведших к Славной революции, граф Ратленд принял тогдашнюю принцессу Анну в замке Бельвуар во время ее бегства из Лондона в конце 1688 года. Вновь назначенный на пост лорда-лейтенанта Лестершира новым королем Вильгельмом Оранским в 1689 году, он подал в отставку в 1702 году в знак протеста против продвижения правительством интересов тори в Лестершире. После этого он некоторое время был хранителем рукописей (Custos Rotulorum) Лестершира (22 августа 1702 — 22 марта 1703). 29 марта 1703 года его долгая поддержка правительства вигов была вознаграждена созданием титула герцога Ратленда и маркиза Грэнби. Ратленд был вновь назначен лордом-лейтенантом в 1706 году, который он сохранял до своей смерти 10 января 1711 года.

## Семья
15 июля 1658 года Джон Меннерс женился сначала на своей троюродной сестре, леди Анне Пьерпонт (9 марта 1631 — до января 1697), дочери Генри Пьерпонта, 1-го маркиза Дорчестера, и Сесилии Бейнинг. Неудача их брака привлекла значительное внимание общественности, поскольку в то время развод был недоступен. В 1663 году он добился «разлуки с постелью и пансионом» на основании ее прелюбодеяния, а в 1667 году частные акты парламента отменили ее брак с 1659 года и дали ему разрешение на повторный брак в 1670 году. Этот процесс требовал значительных затрат и хлопот. Это также вызвало серию ссор с его вспыльчивым тестем, который однажды вызвал его на дуэль. Бракоразводный процесс вызвал огромный общественный интерес и имел определенное политическое значение, поскольку среди постоянных членов Палаты лордов был сам король Англии Карл II. По его собственному рассказу, он был там только для развлечения, сказав, что нашел дебаты «такими же хорошими, как пьеса»; но ходили слухи, что король намеревался использовать развод в качестве прецедента для развода со своей бездетной королевой Екатериной Браганской. В этом случае слухи ни к чему не привели, хотя король, который теперь рассматривал парламентские дебаты как полезное руководство к мнению правящего класса, начал регулярно посещать Палату лордов. Пэры привыкли «говорить у камина» (то есть обращаться непосредственно к королю, который, чтобы показать, что он присутствует только в качестве наблюдателя, обычно сидел у огня).
10 ноября 1671 года Джон Меннерс во второй раз женился на леди Диане Брюс (? — 15 июля 1672), дочери Роберта Брюса, 2-го графа Элгина, и леди Диане Грей. Она умерла 15 июля 1672 года при родах.
8 января 1673 года он в третий раз женился на Кэтрин Райотесли Ноэль (10 августа 1657 — 24 января 1733), дочери Баптиста Ноэля, 3-го виконта Кэмпдена, и леди Элизабет Берти. У них было трое детей:
- Джон Меннерс, 2-й герцог Ратленд (18 сентября 1676 — 22 февраля 1721), преемник отца
- Леди Кэтрин Меннерс (1675 — 7 марта 1722), вышла замуж за Джона Левесона-Гоуэра, 1-го барона Гоуэра (1675—1709)
- Леди Дороти Меннерс (ок. 1690 — 27 апреля 1734), вышла замуж за Баптиста Ноэля, 3-го графа Гейнсборо (1684—1714).

Джон Меннерс, 1-й герцог Ратленд, скончался 10 января 1711 года в замке Бельвуар.